# Melvin (Texas)
Melvin è un centro abitato degli Stati Uniti d'America situato nella contea di McCulloch dello Stato del Texas.
La popolazione era di 178 persone al censimento del 2010.

## Geografia fisica
Melvin è situata a 31°11′49″N 99°34′50″W (31.197066, -99.580582).
Secondo lo United States Census Bureau, ha un'area totale di 0,5 miglia quadrate (1,3 km²).

## Società

### Evoluzione demografica
Secondo il censimento del 2000, c'erano 155 persone, 68 nuclei familiari e 39 famiglie residenti nella città. La densità di popolazione era di 329,2 persone per miglio quadrato (127,3/km²). C'erano 100 unità abitative a una densità media di 212,4 per miglio quadrato (82,1/km²). La composizione etnica della città era formata dall'87,10% di bianchi, il 12,26% di altre razze, e lo 0,65% di due o più etnie. Ispanici o latinos di qualunque razza erano il 27,10% della popolazione.
C'erano 68 nuclei familiari di cui il 27,9% aveva figli di età inferiore ai 18 anni, il 48,5% aveva coppie sposate conviventi, l'8,8% aveva un capofamiglia femmina senza marito, e il 42,6% erano non-famiglie. Il 38,2% di tutti i nuclei familiari erano individuali e il 23,5% aveva componenti con un'età di 65 anni o più che vivevano da soli. Il numero di componenti medio di un nucleo familiare era di 2,28 e quello di una famiglia era di 3,00.
La popolazione era composta dal 24,5% di persone sotto i 18 anni, il 5,2% di persone dai 18 ai 24 anni, il 24,5% di persone dai 25 ai 44 anni, il 23,2% di persone dai 45 ai 64 anni, e il 22,6% di persone di 65 anni o più. L'età media era di 43 anni. Per ogni 100 femmine c'erano 93,8 maschi. Per ogni 100 femmine dai 18 anni in giù, c'erano 80,0 maschi.
Il reddito medio di un nucleo familiare era di 14.107 dollari e quello di una famiglia era di 17.386 dollari. I maschi avevano un reddito medio di 20.625 dollari contro i 21.875 dollari delle femmine. Il reddito pro capite era di 11.124 dollari. Circa il 36,7% delle famiglie e il 50,0% della popolazione erano sotto la soglia di povertà, incluso il 67,5% di persone sotto i 18 anni di età e il 57,9% di persone di 65 anni o più.